# Softbol nos Jogos Pan-Americanos de 2023 - Classificação
Oito equipes se classificaram para o torneio Pan-Americano de Softbol, incluindo o Chile, o qual, como país-sede, teve classificação automática. Os Estados Unidos venceram os Jogos Pan-Americanos Júnior de 2021 para se classificarem aos Jogos Pan-Americanos. As seis vagas restantes foram alocadas para o Campeonato Pan-Americano de Softbol de 2022.

## Tabela
| Evento                              | Datas             | Local               | Vagas | Classificados                                          |
| ----------------------------------- | ----------------- | ------------------- | ----- | ------------------------------------------------------ |
| País-sede                           | —                 | —                   | 1     | Chile                                                  |
| Jogos Pan-Americanos Júnior de 2021 | —                 | —                   | 1     | Estados Unidos                                         |
| Campeonato Pan-Americano de 2022    | 12–19 de novembro | Cidade da Guatemala | 6     | Canadá · Cuba · Porto Rico · Venezuela · México · Peru |
| Total                               |                   |                     | 8     |                                                        |

## Campeonato Pan-Americano de Softbol Feminino de 2022
O Campeonato Pan-Americano contou com 14 equipes, com as seis melhores equipes não previamente classificadas conquistando vagas para Santiago 2023.

#### Fase de grupos
Grupo A
| Teams          | V | D | CS  |
| -------------- | - | - | --- |
| Estados Unidos | 6 | 0 | 6   |
| Porto Rico     | 4 | 2 | 14  |
| Venezuela      | 4 | 2 | 32  |
| Argentina      | 3 | 3 | 24  |
| Brasil         | 2 | 4 | 24  |
| El Salvador    | 2 | 4 | 37  |
| Costa Rica     | 0 | 6 | 102 |

Grupo B
| Teams                | V | D | CS |
| -------------------- | - | - | -- |
| Cuba                 | 5 | 1 | 7  |
| Canadá               | 5 | 1 | 8  |
| México               | 5 | 1 | 15 |
| Peru                 | 3 | 3 | 33 |
| Time WBSC            | 2 | 4 | 36 |
| República Dominicana | 1 | 5 | 38 |
| Nicarágua            | 0 | 6 | 48 |

#### Fase final
| 17 de novembro de 2022 | Cuba | 12-5 | Porto Rico |  |

| 17 de novembro de 2022 | Estados Unidos | 8-2 | Canadá |  |

| 18 de novembro de 2022 | México | 7-1 | Argentina |  |

| 18 de novembro de 2022 | Venezuela | 6-4 | Peru |  |

| 18 de novembro de 2022 | Canadá | 1-0 | México |  |

| 18 de novembro de 2022 | Porto Rico | 10-0 | Venezuela |  |

### Fase das medalhas
|  | Semifinais | Semifinais     | Semifinais |   |    | Medalha de Bronze | Medalha de Bronze | Medalha de Bronze |    |        | Medalha de Ouro | Medalha de Ouro | Medalha de Ouro |
|  |            |                |            |   |    |                   |                   |                   |    |        |                 |                 |                 |
|  | W3         | Estados Unidos | 13         |   |    |                   |                   |                   |    |        |                 |                 |                 |
|  | W4         | Cuba           | 2          |   |    |                   |                   |                   |    |        | W8              | Estados Unidos  | 12              |
|  |            |                |            |   | L8 | Cuba              | 0                 |                   | W9 | Canadá | 1               |                 |                 |
|  |            | W7             | Canadá     | 9 |    |                   |                   |                   |    |        |                 |                 |                 |
|  | W5         | Canadá         | 7          |   |    |                   |                   |                   |    |        |                 |                 |                 |
|  | W6         | Porto Rico     | 0          |   |    |                   |                   |                   |    |        |                 |                 |                 |

### Classificação final
| #  | Equipes              | Resultado |                                                   |
| -- | -------------------- | --------- | ------------------------------------------------- |
| 1  | Estados Unidos       | 9–0       | Classificado para os Jogos Pan-Americanos de 2023 |
| 2  | Canadá               | 8-3       | Classificado para os Jogos Pan-Americanos de 2023 |
| 3  | Cuba                 | 6-3       | Classificado para os Jogos Pan-Americanos de 2023 |
| 4  | Porto Rico           | 5-4       | Classificado para os Jogos Pan-Americanos de 2023 |
| 5  | Venezuela            | 6–3       | Classificado para os Jogos Pan-Americanos de 2023 |
| 6  | México               | 6–3       | Classificado para os Jogos Pan-Americanos de 2023 |
| 7  | Peru                 | 4–4       | Classificado para os Jogos Pan-Americanos de 2023 |
| 8  | Argentina            | 3–5       |                                                   |
| 9  | Brasil               | 3–4       |                                                   |
| 10 | "Time WBSC"          | 2–5       |                                                   |
| 11 | El Salvador          | 3–4       |                                                   |
| 12 | República Dominicana | 1-6       |                                                   |
| 13 | Nicarágua            | 1-6       |                                                   |
| 14 | Costa Rica           | 0-7       |                                                   |